# Багата Ущелина
Бага́та Уще́лина (до 1945 року — Коклу́з, крим. Kokluz) — село в Україні, у Бахчисарайському районі Автономної Республіки Крим. Підпорядковане Голубинській сільській раді.
Розташоване на півдні району. Багата Ущелина займає площу 23 гектари на яких в 58 будинках на 2007 рік проживало 130 чоловік. Село популярно серед туристів, любителів гірського Криму, як останнє перед хребтами, звідки починаються багато маршрутів.

## Географія
Багата Ущелина розташована на південному сході Бахчисарайського району, у глибині Другого пасма Кримських гір, у долині, утвореній лівим припливом Бельбека, — річкою Суаткан, в 5,5 кілометрах на південь від шосе E105 (Бахчисарай — Ялта). Відстань до Бахчисараю від села близько 32 кілометрів, найближча залізнична станція — Сирень, приблизно за 27 кілометрів.
Сусідні села: Путилівка в 1,5 кілометрах, Новопілля за 3 км і Поляна за 4,5 км (путівцем менше 2 км). Вершини навколо села перевищують 700м (гори Ак-яр, Печера, Два Татари, Караул та ін.), і покриті листяним лісом.

## Назва
Історична назва села — Коклуз. Етимологія назви неясна, мабуть воно походить з однієї з мов, поширених в Криму в дотюркську епоху (грецького, готського, аланського, скіфського, таврського).

## Історія

### МангупіОсманська імперія
Рання історія Багатої Ущелини — Коклуза відома погано, археологічних і інших історичних досліджень на території села не проводилося, відомо тільки, що в середні віки село входило до складу князівства Феодоро і, очевидно, як і уся долина Суаткана
будучи вотчиною володаря замку, що розташовувався в XIII—XV століттях на горі Сандик-Кая. Залишки невеликої середньовічної фортеці збереглися на горі до наших днів.
Після падіння князівства Феодоро в 1475 році село було включене до складу Мангупського кадилик Кефинського еялету (провінції) Османської імперії, про що є письмові джерела.
У складі Кримського ханства село пробуло всього 9 років: від надбання ханством незалежності в 1774 році та до приєднання до Російської імперії в 1783 році, хоча економічні, та і інші зв'язки з іншим Кримом були дуже тісними, навіть «служити» місцеві чоловіки йшли у військо Кримського хана (називалися вони Тати, район — Татським Ілем і вважалися найкращими воїнами-піхотинцями в ханстві).
Присутність Османів обмежувалася в основному у зборі податків.
У 1778 році, після російсько-турецьких війни 1768—1774 років, за ініціативою російського командування за підтримки останнього митрополита Готфейсько-Кафайського Гната грецькі жителі села (румеї і уруми), були виселені в Приазов'я.

### Російська імперія
У 1784 році був виданий маніфест про приєднання Криму до Російської імперії, а 8 лютого 1784 року указом Катеринославському і Таврійському генерал-губернатору князеві Г. О. Потьомкіну на території Кримського Ханства була утворена Таврійська область. До того часу було складено Камеральний опис Криму, у якому, правда, назва Коклуз не фігурує, але, враховуючи, що писарі, уперше зіткнувшись з новими назвами на незнайомій мові, внесли в записи безліч помилок (на цю проблему звертав увагу у своїй роботі Генрік Янковський).
На околицях Коклуза у складі Мангупського кадилику бакчисарайського каймакамства записані три села Маркур, два села Карло, дві Янісала (Енісале) і дві Янджо, стає очевидним, що Коклуз записаний під одним з цих імен. У новій, Таврійської області колишній Мангупський кадилик був з 8 лютого 1784 року включений до складу Сімферопольського повіту. Після Павлівських реформ, з 1792 по 1802 рік, входила в Акмечетський повіт Новоросійської губернії, а після створення 8 (20) жовтня 1802 року Таврійської губернії у Махульдурскую волость Сімферопольського повіту. У 1829 році волості були реорганізовані і Коклуз віднесли в Байдарську, а в 1838 році після освячення нового Ялтинського повіту і подальшою реорганізації, у знову утворену Богатирську волость, у складі якої село перебувало до радянської реформи адміністративного поділу в 1921 році.
У 1805 році, згідно з Відомістю про усі селища, у що Сімферопольському повіті полягають. у селі Коклуз переписано 33 будинки в яких проживало 157 чоловік кримських татар. У 1817 році в селі вже 37 будинків, у 1842 — 97.
У «Списку населених місць Таврійської губернії за відомостями 1864 г». у Коклузі записані 92 двори, 401 житель і діюча мечеть, а на карті 1865 року зафіксовані 80 дворів. У складеній за даними X ревізії 1887 року «Пам'ятній книзі Таврійської губернії 1889г» в селі було 128 дворів і 625 жителів (на карті в 1890 року дворів 121 з кримськотатарським населенням).
За Всеросійського перепису 1897 року в селі Коклуз нараховувалося 660 чоловік, з них 652 кримські татари .

### Новий час
Після встановлення Радянської влади волості були скасовані (замінені радами)
18 жовтня 1921 року була створена Кримська АРСР, а в 1923 році повіти перетворені в райони. На 1926 рік, за новим адміністративним поділом, Коклуз віднесли до Бахчисарайського району, а саме село було центром Коклузької сільради.
У 1930 році західна частина Ялтинського району була виділена в новий Фотисальський, перейменований в 1933 році в Куйбишевський.
Після звільнення Криму, у Другу світову війну, згідно з Постановою ГКО № 5859 від 11 травня 1944 року 18 травня 1944 року усі кримські татари Коклуза були виселені в Середню Азію, а в порожні будинки заселили переселенців з України.
21 серпня 1945 року, керуючись указом Президії Верховної Ради РРФСР село Коклуз було перейменовано у Багату Ущелину, а Коклузька сільрада — у Богатоущельську.

### Україна
У 1960-х роках сталося укрупнення сільрад, Богатоущельський був влитий в Голубинський; у грудні 1962 році Указом Президії Верховної Ради України, ліквідований Куйбишевський район, а села передані Бахчисарайському.
У селі відновлена старовина мечеть Коклуз Джума Джамі.

## Населення
Згідно з переписом УРСР 1989 року чисельність наявного населення села становила 112 осіб, з яких 56 чоловіків та 56 жінок.
За переписом населення України 2001 року в селі мешкали 144 особи.

### Динаміка чисельності населення
- 1520 — 54 чол.
- 1542 — 60 чол.[5]
- 1805 — 157 чол. (всі кримські татари)
- 1864 — 401 чол.
- 1887 — 625 чол.
- 1897 — 660 чол. (652 кримських татарина)
- 1926 — 639 чол. (626 кримських татар)
- 1939 — 403 чол.
- 1989 — 112 чол.
- 2001 — 166 чол.

### Мова
Розподіл населення за рідною мовою за даними перепису 2001 року:
| Мова              | Відсоток |
| ----------------- | -------- |
| кримськотатарська | 50,00 %  |
| російська         | 43,98 %  |
| українська        | 4,82 %   |
| інші              | 1,20 %   |

## Адреса органу місцевого самоуправління
98474, Україна, АРК, Бахчисарайський район, село Голубинка вул. Леніна, 12а